# Ilonome

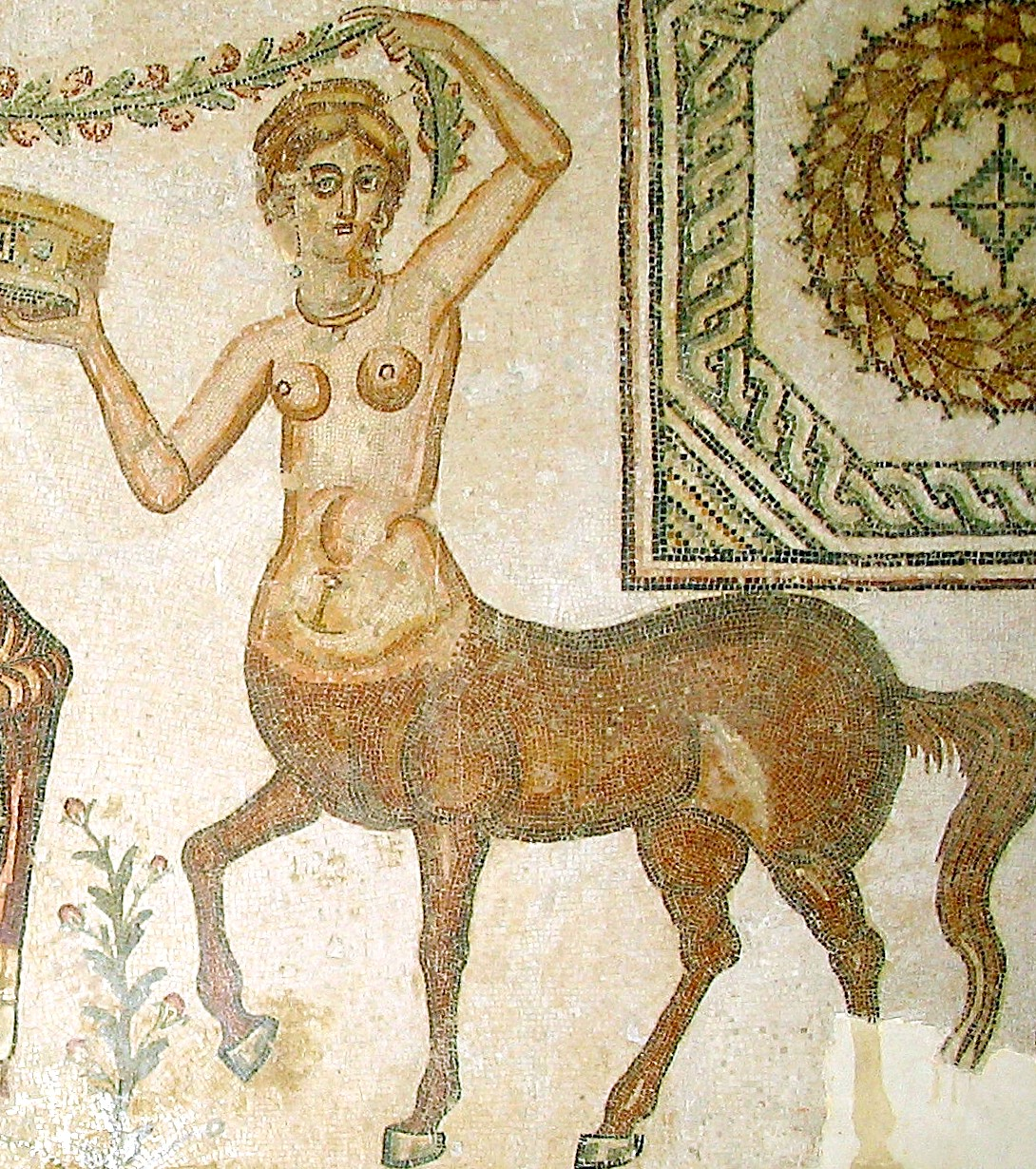
Ilonome raffigurata in un mosaico

Nella mitologia greca,  Ilonome  era il nome di una centauressa.

## Il mito
Cillaro, il più bello dei centauri, fece innamorare una femmina della sua stessa razza, Ilonome. Essa non poté mai coronare il suo sogno d'amore in quanto Cillaro venne ucciso durante la lotta contro i Lapiti che seguì le nozze di Piritoo. Disperata, Ilonome si suicidò.

## Etimologia
Il nome significa "abitatrice delle selve".

### Fonti
- Ovidio, Metamorfosi XII, 393-428